# Посьвентне (Воломінський повіт)
Посьвентне (пол. Poświętne) — село в Польщі, у гміні Посвентне Воломінського повіту Мазовецького воєводства.
Населення — 392 особи (2011).
У 1975-1998 роках село належало до Седлецького воєводства.

## Демографія
Демографічна структура станом на 31 березня 2011 року:
|          | Загалом | Допрацездатний вік | Працездатний вік | Постпрацездатний вік |
| -------- | ------- | ------------------ | ---------------- | -------------------- |
| Чоловіки | 193     | 40                 | 144              | 9                    |
| Жінки    | 199     | 56                 | 116              | 27                   |
| Разом    | 392     | 96                 | 260              | 36                   |